# 2001年日本賽馬
2001年日本賽馬（日語：2001年の日本競馬），是2001年（平成13年）日本賽馬界發生的重大事件及各項賽事的記錄。

## 重要事件之概述

### 中央競馬

#### 馬齡顯示的更改
由本年度開始，日本將會跟隨國際馬齡顯示標準，以實歲標記馬匹。同時，由於日本現存不少賽事名稱中含有歲數，因而亦需要改變，於阪神三歲牝馬錦標更改為阪神兩歲牝馬錦標、朝日盃三歲錦標更改為朝日盃未來錦標。

#### 外國產馬被允許出戰經典賽
由本年度開始，日本中央競馬會宣佈將開放名額給予外國產馬出戰東京優駿（日本打吡）及菊花賞。東京優駿中，出戰的外國產馬為大洋船及Le Zele，分別獲得第五及第十十四。出戰菊花賞的外國產馬為Air Eminem，最終獲得季軍。

#### 日本訓練馬於海外大為活躍
本年度各日本賽駒積極出戰世界各地的賽事，同時亦取得優秀戰績。於3月杜拜世界盃賽馬日中，快得勝出戰杜拜世界盃僅敗於施隊長取得亞軍，而黃金旅程則於杜拜司馬經典賽中擊敗上年度世界錦標巡迴賽冠軍奇異光芒取得優勝，於12月的香港國際賽事中，黃金旅程、榮進寶蹄及愛麗數碼分別於香港瓶、香港盃及香港一哩錦標中取勝，日本訓練馬成功取得同日所有一級賽的冠軍（2001年時香港短途錦標仍為二級賽）。

### 地方競馬

#### 地方競馬相繼倒閉
位於大分縣中津市的中津競馬場因赤字問題，2月時經營者中津市政府決定廢止競馬事業，原定為於6月關閉競馬場，但因合約問題而提早於4月結束。
另外，11月25日，新潟縣知事平山征夫亦宣佈將於年底前廢止新潟縣競馬，關閉三條競馬場同時亦將新潟競馬場所有業務交還中央管理。

## 時間表

### 1月-3月
- 1月5日 - 「Phalaenopsis」於京都競馬場舉行退役儀式[1]。
- 1月7日 - 京都競馬場因大雪取消第10場及以後的賽事，為自1987年12月13日中山競馬場因為大雪取消賽事14年以來的首次，同時亦為京都競馬場首次有相關措施[1]。
- 1月14日-  「週日寧靜」子嗣「Born King」及「黃金旅程」於同日分別在京成盃及日經新春盃取得勝利，子嗣分級賽勝利達到113場，和「Hindostan」並列日本第一。
- 1月20日 - 京都競馬場再度因為大雪取消第6場及以後的賽事，將於1月22日補辦。
- 1月24日 - 騎師和田龍二取得第32屆日本職業體育功勞賞，二本柳壯則獲得新人賞[1]。
- 1月27日 - 東京競馬場因為大雪以將賽事推遲至1月29日舉行[1]。
- 1月28日- 東京競馬場因為大雪以將賽事推遲至1月30日舉行[1]。
- 2月8日 - 負責管理大井競馬場的特別區競馬組合出出資成立TCK Server Co. Ltd.[1]。
- 2月11日 - 「Agnes Gold」於如月賞取勝，「週日寧靜」子嗣分級賽冠軍數目達到114場，成功打破日本記錄。
- 2月13日 - 大分縣中津市政府宣佈中將於6月底關閉中津競馬場[1]。
- 2月15日 - 神奈川縣警方以涉嫌違反《賽馬法》及受賄為由拘捕川崎競馬場一名練馬師及騎師，指控其於上年9月在賽前泄露消息給予其他人士以換取報酬[3]。
- 2月25日 - 騎師的場均的退役儀式於中山競馬場舉行[1]。
- 3月4日 - 被譽為日本第一次賽馬熱潮中的偶像馬、上年度逝世的「Haiseko」之銅像於中山競馬場落成，並舉行揭幕儀式[1]。
- 3月9日 - 曾與中央競馬出賽103次的8歲雌馬「Sun Comet」正式退役並成為繁殖雌馬[4]。
- 3月18日 - 「成田路」以3分2.5秒的戰績勝出阪神大賞典，打破草地3000米賽道的世界記錄。
- 3月22日 - 因合約問題，中津競馬場最後一場賽事於本日舉行，其後提早正式關閉[2]。
- 3月24日 - 杜拜世界盃賽馬日於阿聯酋詩柏馬場舉行，出戰杜拜世界盃的「快得勝」及「Regular Member」取得亞軍及第九名、出戰杜拜司馬經典賽的「黃金旅程」取得冠軍、出戰杜拜免稅店盃的「飛鷹茶座」取得第九名、出戰高多芬一哩賽的「真善美」取得第九名。
- 3月30日 - 總務省表示，橫濱市於去年新設、針對市內發售的彩票徵收獨立的稅款不符合日本中央政府一直堅持「新設税款不應妨礙國家經濟政策」的原則，因而總務大臣片山虎之助不予通過，法案被廢除[2]。

### 4月-6月
- 4月1日 - 日本中央競馬會將合成代謝類固醇美替諾龍加入禁制藥物清單之中[2]。
- 4月2日 - 移動通信企業NTT DOCOMO提供的i-mode服務中，「地方競馬頻度」之官方網站正式上線[2]。
- 4月5日 - 位處北關東的宇都宮競馬場、足利競馬場及高崎競馬場確立一個競馬場舉行賽事而其他兩個競馬進行場外投注所的體系[2]。
- 4月14日 - 「週日寧靜」子嗣取得第1000場頭馬，此時其僅有7個世代的子嗣出賽。
- 4月29日 - 「好歌劇」勝出春季天皇賞，成為第一匹三連霸天皇賞的賽駒之餘，亦以七個中央一級賽冠軍追平「魯鐸象徵」的記錄[2]。
- 5月1日 - 正進行海外遠征的騎師武豐於法國聖格盧馬場舉行的二級賽山谷百合錦標奪冠。
- 5月2日 - 被視為未來新星、無敗皋月賞馬「愛麗速子」被檢查出患有肌腱炎，需要休養至少6個月。
- 5月20日 - 騎師戴崇謀策騎「蠟筆少女」勝出優駿牝馬（日本於橡樹大賽），成為首位贏得經典賽的外國騎師。
- 5月23日 - 日本中央競馬會展開裁決委員會，對去年於茨城縣美浦村路口因酒後駕駛造成交通事故的練馬師罰款50萬日圓[5]。
- 6月7日 - 「Toshin Blizzard」勝出東京打吡，以無敗的戰績達成南關東三冠[6]。
- 6月11日 - 宇都宮市政府退出宇都宮競馬場的經營業務[2]。
- 6月21日- 日本中央競馬會宣佈允許以「共同馬主」的形式擁有馬匹[2]。
- 6月22日 - 日本首家觀賽型餐廳「Diamon Turn」在大井競馬場落成[2]。
- 6月24日 - 「名將戶仁」敗於「好歌劇」5次後終在寶塚紀念擊敗對手取得首個一級賽冠軍，同時亦成為首匹總獎金超越8億日圓的外國產馬。另外，於本場比賽獲得第四的黃金旅程為第17次出戰一級賽，打破日本記錄。

### 7月-9月
- 7月2日 - 國際賽事編錄標準委員會認定寶塚紀念為國際一級賽，京王盃春季盃及每日王冠則為國際二級賽[7]。
- 7月4日 - 川崎競馬場騎師佐佐木竹見即將退役，全國各地的騎師受邀參加佐佐木竹見退役紀念全國騎師交流競走，最終佐佐木於7月8日以7151場頭馬的記錄退役[7]。
- 7月14日 - 新潟競馬場經歷重大改建工程後重新開放，較大的變化為賽道類型改為左轉以及新設一條可舉行1000米直路賽事的賽道。同日，「Tsujino Wonder」以1分56.4秒勝出NiL21錦標，打破草地2000米賽道日本記錄[7]。
- 7月16日 - 日本中央競馬會總部搬遷至東京都港區六本木[7]。
- 7月18日 - 練馬師田原成貴被發現於其管理的賽駒「Fujiyama Hakuzan」的耳內安裝小型發信機[8]。同日，於姬路競馬場第2場賽事中，最低人氣的賽駒成功奪冠，2057.6倍的獨贏賠率創下日本記錄。
- 7月29日 - 騎師河內洋達成第2000場頭馬，成為第3名達成此成就的騎師，同時亦為最快且最年輕的達成者。
- 8月19日 - 「星雲天空」於札幌競馬場舉行退役儀式[7]。
- 9月2日 - 騎師安田富男於新潟競馬場舉行退役儀式[7]。
- 9月14日 - 因應7月18日的小型發信機事件，日本中央競馬會對田原處以50萬日圓的罰款[8]。
- 9月30日 - 「愛麗速子」於阪神競馬場舉行退役儀式[7]。

### 10月-12月
- 10月7日 - 「黃金旅程」於京都大賞典中妨礙「成田路」並使對方的騎師渡邊薰彥墮馬，「黃金旅程」失去頭馬資格，「好歌劇」遞補成為冠軍。同日，遠征中的騎師武豐策騎「皇室美人」於法國隆尚馬場勝出一級賽隆尚教堂大賽[7]。
- 10月8日 - 消息指，練馬師田原成貴因違反《槍炮刀劍類所持等取締法》及《覺醒劑取締法》，被警視廳於羽田國際機場遞補，日本中央競馬會表示由10月11日開始對其進行停職，其馬房賽駒暫時交由練馬師谷潔訓練[9]。
- 10月19日 - 日本中央競馬會於美國以500萬美金購入種馬「施隊長」，而日本輕種馬協會則購入「Boston Harbor」[10]。
- 10月28日 - 「愛麗數碼」勝出秋季天皇賞，成為45年來首匹勝出天皇賞的外國產馬。
- 10月31日 - 第一屆日本育馬場盃系列賽事開辦，交流一級賽日本育馬場盃經典賽及日本育馬場盃短途賽於大井競馬場舉行[10]。
- 11月21日 - 日本中央競馬會宣佈引入「功績制度」，以練馬師的年間表現決定分配馬房數量[10]。
- 11月24日 - 「大洋船」以2分5.9秒勝出日本盃泥地大賽，打破泥地2100米賽道世界記錄。
- 11月24日 - 「忠心好友」於東京競馬場舉行退役儀式[10]。
- 11月25日 - 「森林寶穴」贏得日本盃，為首次有3歲日本產馬勝出此賽事。同時，因應「好歌劇」取得亞軍、「成田路」取得季軍、「黃金旅程」取得殿軍及「名將戶仁」取得第五名，使得日本盃創立以來首次由日本訓練馬佔據頭五的戰績。
- 12月1日 - 連接阪神電氣鐵道仁川站及阪神競馬場的地下行人通道完工[10]。
- 12月2日 - 柏兆雷策騎「Tamuro Cherry」勝出阪神兩歲牝馬錦標，繼策騎「禪宗勝者」勝出一哩冠軍賽及策騎「森林寶穴」勝出日本盃後連續三個星期贏得一級賽冠軍，亦為首次有騎師達成此成就。
- 12月5日 - 新潟縣知事平山征夫宣佈於年底關閉新潟縣競馬[10]。
- 12月16日 - 香港國際賽事於香港沙田馬場舉行，出戰香港瓶的「黃金旅程」取得冠軍，出戰香港一哩錦標的「榮進寶蹄」取得冠軍，出戰香港盃的「愛麗數碼」取得冠軍，日本訓練馬達成大滿貫，同時亦為「黃金旅程」的退役戰及首個一級賽冠軍[10]。
- 12月21日 - 因應10月8日練馬師田原成貴被捕，日本中央競馬會宣布，田原成貴的練馬師牌照被吊銷，成為繼1993年野平富久後，日本JRA史上第二名被吊銷牌照的練馬師。
- 12月23日 - 「週日寧靜」的子嗣「曼城茶座」勝出有馬紀念，其子嗣成功制霸所有八大競走賽事，亦為繼「Hindostan」及「巴索隆」後第三匹達成此成就的種馬。
- 12月24日 - 泥地新星「大洋船」確診肌腱炎，將於12月26日退役[11]。
- 12月29日 - 隸屬岩手競馬的「東寶皇帝」勝出東京大賞典，為首次有南關東地區以外的地方競馬所屬馬勝出此賽事。

## 各賽事結果

### 中央競馬・平地一級賽
| 賽事名                         | 賽事名                         | 賽事名                         | 優勝馬        | 性齡 | 騎師                   | 練馬師                 | 所屬    |
| 月日                           | 馬場                           | 距離                           | 優勝馬        | 性齡 | 馬主                   | 馬主                   | 時間    |
| ------------------------------ | ------------------------------ | ------------------------------ | ------------- | ---- | ---------------------- | ---------------------- | ------- |
| 第18回二月錦標                 | 第18回二月錦標                 | 第18回二月錦標                 | 真善美        | 雄5  | 柏兆雷                 | 森秀行                 | JRA栗東 |
| 2月18日                        | 東京競馬場                     | 泥1600米                       | 真善美        | 雄5  | Ike Bata Co Ltd        | Ike Bata Co Ltd        | 1:35.6  |
| 第31回高松宮紀念               | 第31回高松宮紀念               | 第31回高松宮紀念               | 多樂星        | 雄5  | 蛯名正義               | 中野榮治               | JRA美浦 |
| 3月25日                        | 中京競馬場                     | 草1200米                       | 多樂星        | 雄5  | 高野稔                 | 高野稔                 | 1:08.4  |
| 第61回櫻花賞                   | 第61回櫻花賞                   | 第61回櫻花賞                   | 海洋駿驥      | 雌3  | 本田優                 | 西浦勝一               | JRA栗東 |
| 4月8日                         | 阪神競馬場                     | 草1600米                       | 海洋駿驥      | 雌3  | 竹園正繼               | 竹園正繼               | 1:34.4  |
| 第61回皋月賞                   | 第61回皋月賞                   | 第61回皋月賞                   | 愛麗速子      | 雄3  | 河內洋                 | 長濱博之               | JRA栗東 |
| 4月15日                        | 中山競馬場                     | 草2000米                       | 愛麗速子      | 雄3  | 渡邊孝男               | 渡邊孝男               | 2:00.3  |
| 第123回春季天皇賞              | 第123回春季天皇賞              | 第123回春季天皇賞              | 好歌劇        | 雄5  | 和田龍二               | 岩元市三               | JRA栗東 |
| 4月29日                        | 京都競馬場                     | 草3200米                       | 好歌劇        | 雄5  | 竹園正繼               | 竹園正繼               | 3:16.2  |
| 第6回NHK一哩賽                 | 第6回NHK一哩賽                 | 第6回NHK一哩賽                 | 大洋船        | 雄3  | 武豐                   | 松田國英               | JRA栗東 |
| 5月6日                         | 東京競馬場                     | 草1600米                       | 大洋船        | 雄3  | 金子真人               | 金子真人               | 1:33.0  |
| 第62回優駿牝馬（日本橡樹大賽） | 第62回優駿牝馬（日本橡樹大賽） | 第62回優駿牝馬（日本橡樹大賽） | 蠟筆少女      | 雌3  | 戴崇謀                 | 田中清隆               | JRA栗東 |
| 5月20日                        | 東京競馬場                     | 草2400米                       | 蠟筆少女      | 雌3  | Lord Horse Club Co Ltd | Lord Horse Club Co Ltd | 2:26.3  |
| 第68回東京優駿（日本打吡）     | 第68回東京優駿（日本打吡）     | 第68回東京優駿（日本打吡）     | 森林寶穴      | 雄3  | 角田晃一               | 渡邊榮                 | JRA栗東 |
| 5月27日                        | 東京競馬場                     | 草2400米                       | 森林寶穴      | 雄3  | 齊藤四方司             | 齊藤四方司             | 2:27.0  |
| 第51回安田紀念                 | 第51回安田紀念                 | 第51回安田紀念                 | 黑鷹          | 雄7  | 橫山典弘               | 國枝榮                 | JRA美浦 |
| 6月3日                         | 東京競馬場                     | 草1600米                       | 黑鷹          | 雄7  | 金子真人               | 金子真人               | 1:33.0  |
| 第42回寶塚紀念                 | 第42回寶塚紀念                 | 第42回寶塚紀念                 | 名將戶仁      | 雄5  | 安田康彥               | 安田伊佐夫             | JRA栗東 |
| 6月24日                        | 阪神競馬場                     | 草2200米                       | 名將戶仁      | 雄5  | 松本好雄               | 松本好雄               | 2:11.7  |
| 第35回短途馬錦標               | 第35回短途馬錦標               | 第35回短途馬錦標               | 多樂星        | 雄5  | 蛯名正義               | 中野榮治               | JRA美浦 |
| 9月30日                        | 中山競馬場                     | 草1200米                       | 多樂星        | 雄5  | 高野稔                 | 高野稔                 | 1:07.0  |
| 第6回秋華賞                    | 第6回秋華賞                    | 第6回秋華賞                    | 海洋駿驥      | 雌3  | 本田優                 | 西浦勝一               | JRA栗東 |
| 10月14日                       | 京都競馬場                     | 草2000米                       | 海洋駿驥      | 雌3  | 竹園正繼               | 竹園正繼               | 1:58.5  |
| 第62回菊花賞                   | 第62回菊花賞                   | 第62回菊花賞                   | 曼城茶座      | 雄3  | 蛯名正義               | 小島太                 | JRA美浦 |
| 10月21日                       | 京都競馬場                     | 草3000米                       | 曼城茶座      | 雄3  | 西川清                 | 西川清                 | 3:07.2  |
| 第124回秋季天皇賞              | 第124回秋季天皇賞              | 第124回秋季天皇賞              | 愛麗數碼      | 雄4  | 四位洋文               | 白井壽昭               | JRA栗東 |
| 10月28日                       | 東京競馬場                     | 草2000米                       | 愛麗數碼      | 雄4  | 渡邊孝男               | 渡邊孝男               | 2:02.0  |
| 第26回女皇伊利沙伯二世盃       | 第26回女皇伊利沙伯二世盃       | 第26回女皇伊利沙伯二世盃       | 快得勝        | 雌5  | 武豐                   | 池江泰郎               | JRA栗東 |
| 11月11日                       | 京都競馬場                     | 草2200米                       | 快得勝        | 雌5  | 金子真人               | 金子真人               | 2:12.8  |
| 第18回一哩冠軍賽               | 第18回一哩冠軍賽               | 第18回一哩冠軍賽               | 禪宗勝者      | 雄4  | 柏兆雷                 | 藤澤和雄               | JRA美浦 |
| 11月18日                       | 京都競馬場                     | 草1600米                       | 禪宗勝者      | 雄4  | 大迫忍                 | 大迫忍                 | 1:33.2  |
| 第2回日本盃泥地大賽            | 第2回日本盃泥地大賽            | 第2回日本盃泥地大賽            | 大洋船        | 雄3  | 武豊                   | 松田国英               | JRA栗東 |
| 11月24日                       | 東京競馬場                     | 泥2100米                       | 大洋船        | 雄3  | 金子真人               | 金子真人               | 2:05.9  |
| 第21回日本盃                   | 第21回日本盃                   | 第21回日本盃                   | 森林寶穴      | 雄3  | 柏兆雷                 | 渡邊榮                 | JRA栗東 |
| 11月25日                       | 東京競馬場                     | 草2400米                       | 森林寶穴      | 雄3  | 齊藤四方司             | 齊藤四方司             | 2:23.8  |
| 第53回阪神兩歲牝馬錦標         | 第53回阪神兩歲牝馬錦標         | 第53回阪神兩歲牝馬錦標         | Tamuro Cherry | 雌2  | 柏兆雷                 | 西園正都               | JRA栗東 |
| 12月2日                        | 阪神競馬場                     | 草1600米                       | Tamuro Cherry | 雌2  | 谷口屯                 | 谷口屯                 | 1:35.1  |
| 第53回朝日盃未來錦標           | 第53回朝日盃未來錦標           | 第53回朝日盃未來錦標           | 尊師重道      | 雄2  | 藤田伸二               | 松田博資               | JRA栗東 |
| 12月9日                        | 中山競馬場                     | 草1600米                       | 尊師重道      | 雄2  | 近藤利一               | 近藤利一               | 1:33.8  |
| 第46回有馬紀念                 | 第46回有馬紀念                 | 第46回有馬紀念                 | 曼城茶座      | 雄3  | 蛯名正義               | 小島太                 | JRA美浦 |
| 12月23日                       | 中山競馬場                     | 草2500米                       | 曼城茶座      | 雄3  | 西川清                 | 西川清                 | 2:33.1  |

### 中央競馬・跳欄一級賽
| 賽事名            | 賽事名            | 賽事名            | 優勝馬    | 性齡 | 騎師           | 練馬師         | 所屬    |
| 月日              | 馬場              | 距離              | 優勝馬    | 性齡 | 馬主           | 馬主           | 時間    |
| ----------------- | ----------------- | ----------------- | --------- | ---- | -------------- | -------------- | ------- |
| 第3回中山跳欄大賽 | 第3回中山跳欄大賽 | 第3回中山跳欄大賽 | Gokai     | 雄8  | 横山義行       | 鄉原洋行       | JRA美浦 |
| 4月14日           | 中山競馬場        | 障4250米          | Gokai     | 雄8  | 吉橋計         | 吉橋計         | 4:52.3  |
| 第124回中山大障礙 | 第124回中山大障礙 | 第124回中山大障礙 | Yu Fuyoho | 雄4  | 今村康成       | 松元茂樹       | JRA栗東 |
| 12月22日          | 中山競馬場        | 障4100米          | Yu Fuyoho | 雄4  | Aitestu Co Ltd | Aitestu Co Ltd | 4:44.1  |

### 地方競馬・一級賽
| 賽事名                  | 賽事名                  | 賽事名                  | 優勝馬          | 性齡 | 騎師                   | 練馬師                 | 所屬       |
| 月日                    | 馬場                    | 距離                    | 優勝馬          | 性齡 | 馬主                   | 馬主                   | 時間       |
| ----------------------- | ----------------------- | ----------------------- | --------------- | ---- | ---------------------- | ---------------------- | ---------- |
| 第50回川崎紀念          | 第50回川崎紀念          | 第50回川崎紀念          | 常勝客          | 雄4  | 松永幹夫               | 山本正司               | JRA栗東    |
| 1月26日                 | 川崎競馬場              | 泥2100米                | 常勝客          | 雄4  | North Hills Management | North Hills Management | 2:12.9     |
| 第24回帝王賞            | 第24回帝王賞            | 第24回帝王賞            | Makiba Sniper   | 雄6  | 戴崇謀                 | 岡林光浩               | 南關東船橋 |
| 6月26日                 | 大井競馬場              | 泥2000米                | Makiba Sniper   | 雄6  | 新田知也               | 新田知也               | 2:04.4     |
| 第3回日本泥地打吡       | 第3回日本泥地打吡       | 第3回日本泥地打吡       | Toshin Blizzard | 雄3  | 石崎隆之               | 佐藤賢二               | JRA美浦    |
| 7月12日                 | 大井競馬場              | 泥2000米                | Toshin Blizzard | 雄3  | 稻垣博信               | 稻垣博信               | 2:05.8     |
| 第16回打吡大獎賽        | 第16回打吡大獎賽        | 第16回打吡大獎賽        | Mugamuchu       | 雄3  | 藤田伸二               | 清水出美               | JRA栗東    |
| 9月24日                 | 盛岡競馬場              | 泥2000米                | Mugamuchu       | 雄3  | 寺田壽男               | 寺田壽男               | 2:07.0     |
| 第14回一哩冠軍南部盃    | 第14回一哩冠軍南部盃    | 第14回一哩冠軍南部盃    | 愛麗數碼        | 雄4  | 四位洋文               | 白井壽昭               | JRA栗東    |
| 10月8日                 | 盛岡競馬場              | 泥1600米                | 愛麗數碼        | 雄4  | 渡邊孝男               | 渡邊孝男               | 1:37.7     |
| 第1回日本育馬場盃短途賽 | 第1回日本育馬場盃短途賽 | 第1回日本育馬場盃短途賽 | 露寶積          | 雄4  | 蛯名正義               | 森秀行                 | JRA栗東    |
| 10月31日                | 大井競馬場              | 泥1200米                | 露寶積          | 雄4  | Ike Bata Co Ltd        | Ike Bata Co Ltd        | 1:11.1     |
| 第1回日本育馬場盃經典賽 | 第1回日本育馬場盃經典賽 | 第1回日本育馬場盃經典賽 | 常勝客          | 雄4  | 松永幹夫               | 山本正司               | JRA栗東    |
| 10月31日                | 大井競馬場              | 泥2000米                | 常勝客          | 雄4  | North Hills Management | North Hills Management | 2:05.2     |
| 第47回東京大賞典        | 第47回東京大賞典        | 第47回東京大賞典        | 東寶皇帝        | 雄5  | 菅原勲                 | 千葉四美               | 岩手水澤   |
| 12月29日                | 大井競馬場              | 泥2000米                | 東寶皇帝        | 雄5  | 東豐物產               | 東豐物產               | 2:05.2     |

### 阿拉伯馬・主要賽事
| 賽事名                                  | 賽事名                                  | 賽事名                                  | 優勝馬       | 性齡 | 騎師     | 練馬師   | 所屬   |
| 月日                                    | 馬場                                    | 距離                                    | 優勝馬       | 性齡 | 馬主     | 馬主     | 時間   |
| --------------------------------------- | --------------------------------------- | --------------------------------------- | ------------ | ---- | -------- | -------- | ------ |
| Tama Tsubaki紀念第1回全日本阿拉伯大賞典 | Tama Tsubaki紀念第1回全日本阿拉伯大賞典 | Tama Tsubaki紀念第1回全日本阿拉伯大賞典 | Pelter brave | 雄6  | 冨樫英利 | 佐藤茂   | 上山   |
| 5月27日                                 | 福山競馬場                              | 泥1800米                                | Pelter brave | 雄6  | 吉田健藏 | 吉田健藏 | 1:59.7 |

### 海外賽事勝利
| 賽事名              | 賽事名              | 賽事名              | 賽事名              | 優勝馬   | 性齡 | 騎師                     | 練馬師                   | 所屬    |
| 月日                | 國家/地區           | 馬場                | 馬場                | 優勝馬   | 性齡 | 馬主                     | 馬主                     | 時間    |
| ------------------- | ------------------- | ------------------- | ------------------- | -------- | ---- | ------------------------ | ------------------------ | ------- |
| 第4屆杜拜司馬經典賽 | 第4屆杜拜司馬經典賽 | 第4屆杜拜司馬經典賽 | 第4屆杜拜司馬經典賽 | 黃金旅程 | 雄7  | 武豐                     | 池江泰郎                 | JRA栗東 |
| 3月24日             | 阿聯酋              | 詩柏馬場            | 草2400米            | 黃金旅程 | 雄7  | Shadai Race Horse Co Ltd | Shadai Race Horse Co Ltd | 2:28.2  |
| 第8屆香港瓶         | 第8屆香港瓶         | 第8屆香港瓶         | 第8屆香港瓶         | 黃金旅程 | 雄7  | 武豐                     | 池江泰郎                 | JRA栗東 |
| 12月16日            | 香港                | 沙田馬場            | 草2400米            | 黃金旅程 | 雄7  | Shadai Race Horse Co Ltd | Shadai Race Horse Co Ltd | 2:27.8  |
| 第11屆香港一哩錦標  | 第11屆香港一哩錦標  | 第11屆香港一哩錦標  | 第11屆香港一哩錦標  | 榮進寶蹄 | 雄4  | 福永祐一                 | 北橋修二                 | JRA栗東 |
| 12月16日            | 香港                | 沙田馬場            | 草1600米            | 榮進寶蹄 | 雄4  | 平井豐光                 | 平井豐光                 | 1:34.8  |
| 第15屆香港盃        | 第15屆香港盃        | 第15屆香港盃        | 第15屆香港盃        | 愛麗數碼 | 雄4  | 四位洋文                 | 白井壽昭                 | JRA栗東 |
| 12月16日            | 香港                | 沙田馬場            | 草2000米            | 愛麗數碼 | 雄4  | 渡邊孝男                 | 渡邊孝男                 | 2:02.8  |

## 賽駒獎項

### JRA賞
- 馬王：森林寶穴（雄3、栗東・渡邊榮馬房）
- 最佳2歲雄馬：尊師重道（雄2、栗東・松田博資馬房）
- 最佳2歲雌馬：Tamuro Cherry（雌2、栗東・西園正都馬房）
- 最佳3歲雄馬：森林寶穴（雄3、栗東・渡邊榮馬房）
- 最佳3歲雌馬：海洋駿驥（雌3、栗東・西浦勝一馬房）
- 最屆4歲及以上雄馬： 愛麗數碼（雄4、栗東・白井壽昭馬房）
- 最佳4歲及以上雌馬：快得勝（雌5、栗東・池江泰郎馬房）
- 最佳短途馬：多樂星（雄5、美浦・中野榮治馬房）
- 最佳泥地馬：大洋船（雄3、栗東・松田國英馬房）
- 最佳跳欄馬：Gokai（雄8、美浦・鄉原洋行馬房）
- 最佳父內國產馬：從缺
- 特別賞：黃金旅程（雄7、栗東・池江泰郎馬房）

### NAR大獎
- 馬王：東寶皇帝（雄5、水澤・千葉四美馬房）
- 最佳2歲純種馬：Principal River（雄2、 札幌・成田春男馬房）
- 最佳3歲純種馬：Toshin Blizzard（雄3、船橋・佐藤賢二馬房）
- 最佳4歲及以上純種馬：東寶皇帝（雄5、水澤・千葉四美馬房）
- 最佳2歲阿拉伯馬：Levin Masa（雄2、上山・秋葉清一馬房）
- 最佳3歲阿拉伯馬：Fujinami Special（雄3、福山・小嶺英喜馬房）
- 最佳4歲及以上阿拉伯馬：Washu George（雄5、園田・曾和直榮馬房）
- 最佳雌馬：從缺
- 最佳短途馬：從缺
- 最佳輓馬：Sakano Taison（雄7、北見・西邑春夫馬房）
- 泥地分級賽最佳馬匹：大洋船（雄3、栗東・松田國英馬房）
- 特別表彰：露寶積（雄4、栗東・森秀行馬房）

## 人物獎項

### JRA賞
- 冠軍練馬師：森秀行（栗東、54勝）
- 最高勝率練馬師：藤澤和雄（美浦、22.0%勝率）
- 最高獎金練馬師：藤澤和雄（美浦、18億8258萬日圓獎金）
- 優秀技術練馬師：森秀行（栗東）
- 冠軍騎師：蛯名正義（美浦・自由身、133勝）
- 關東冠軍騎師：蛯名正義（美浦・自由身、133勝）
- 關西冠軍騎師：四位洋文（栗東・自由身、198勝）
- 最高勝率騎師：戴崇謀（美浦・藤澤和雄馬房、19.1%勝率）
- 最高獎金騎師：蛯名正義（美浦・自由身、31億7701萬1000日圓獎金）
- 騎師大賞：從缺
- 冠軍跳欄賽騎師：田中剛（美浦・自由身、14勝）
- 冠軍新人騎師：從缺

### NAR大賞
- 最佳練馬師：曾和直榮（園田）
- 最佳騎師：石崎隆之（船橋・出川龍一馬房）
- 優秀新人騎師：吉原寛人（金澤・加藤和義馬房）
- 優秀女騎師：宮下瞳（名古屋・竹口勝利馬房）
- 最佳運動精神獎：小林俊彦（水澤・小林義明馬房）
- 特別賞：手島健兒（門別）、鮫島克也（滋賀、真島元德馬房）

## 退役馬

### 1月
- 帝皇光輝[12]
- Narita Luna Park[13]

### 2月
- Maruka Komachi[14]
- Tamamo Inazuma[15]
- Misuzu Chardon[16]
- Fusaichi Sonic[17]
- 午夜博彩[17]
- T.M.Oarashi[17]
- Big Sunday[17]

### 3月
- Manic Sunday[18]
- 堂山無敵[19]

### 4月
- 美好時機[20]

### 5月
- Princess Carla[21]
- Sayaka[21]
- Admire Mambo[22]
- Cheers Grace

### 6月
- Black Tuxed[23]

### 7月
- Brian's Roman[24]
- 黑鷹[25]
- 皇家鈴鹿[26]

### 8月
- 星雲天空[10]
- Long Kaiun[27]

### 9月
- Tayasu K.Point[28]
- Primo Ordine[29]
- Hishi Pinnacle[29]
- Saiko Kirara[30]
- Tokio Excellent[31]
- 愛麗速子[10]

### 10月
- Nihon Pillow Swan[32]
- Dojima Fighter
- Leo Ryuho[33]
- Akubuma Lady[33]

### 11月
- 沉默獵人[34]
- 真僥倖[34]
- Port Brian's[35]
- Machikanewaraukado[36]
- Sun Place[36]
- 忠心好友[10]
- Yamanin Acro[37]

### 12月
- 勇敢基斯[37]
- 杉野旋風[38]
- 好歌劇
- 名將戶仁
- 大洋船[11]

## 誕生

### 馬匹
本年誕生的馬匹為2004年經典世代
- 2月3日 - Maltese Heat
- 2月7日 - Joyful Heart
- 2月8日 - Azuma Sanders
- 2月10日 - 大宇宙
- 2月24日 - Les Clefs d'Or
- 2月25日 - Winglet
- 3月1日 - 尋鑽寶
- 3月7日 - Admire Hope
- 3月8日 - Halley's Comet
- 3月13日 - Tosen Bright
- 3月16日 - 浪淘沙
- 3月18日 - Personal Rush
- 3月19日 - 搖滾樂
- 3月20日 - 夏威夷王
- 3月28日 - Cosmo Sunbeam
- 4月1日 - Yamanin Sucre、Yamanin Alabaster
- 4月8日 - 大和主將
- 4月10日 - 隨心起舞
- 4月15日 - 真心呼喚、Move of Sunday
- 4月16日 - 名將球手
- 4月24日 - 結伴行
- 4月26日 - 三連冠
- 4月28日 - 鈴鹿間風
- 5月3日 - 密州怨曲
- 5月9日 - 東商變革
- 5月10日 - 美妙旅程
- 5月11日 - Daiwa el Cielo
- 6月2日 - 三雄判令

### 人物
- 2月4日 - 龜田溫心（騎師）
- 2月9日 - 齊藤新（騎師）
- 2月10日 - 小林凌大（騎師）
- 3月12日 - 菅原明良（騎師）
- 3月26日 - 吉井章（騎師）
- 9月3日 - 角田大和（騎師）
- 9月12日 - 秋山稔樹（騎師）
- 11月8日 - 小林脩斗（騎師）
- 12月18日 - 泉谷楓真（騎師）

## 逝世

### 馬匹
- 3月5日 - Nasuno Chigusa[39]
- 4月1日 - 印安象徵[40]
- 4月10日 - Erimo George[20]
- 5月14日 - Checkmate[41]
- 5月18日 - Tenmon[42]
- 7月2日 - Riki Eikan[43]
- 9月17日 - Grace Namura[44]
- 11月4日 - 大和巨龍[45]

### 人物
- 1月17日 - 庄野穗積（前練馬師）[46]
- 2月24日 - 大久保石松（前練馬師）[17]
- 4月24日 - 久恒久夫（前練馬師）[47]
- 5月19日 - 武平三（前練馬師）[42]
- 6月11日 - 布施正（前練馬師）[24]
- 8月6日 - 野平祐二（前練馬師，藤澤和雄的師父）[48]
- 10月1日- 橋本輝雄（前練馬師）[49]
- 10月7日 - 稻叶幸夫（前練馬師）[9]
- 11月21日 - 八木澤勝美（前練馬師）[36]
- 11月29日 - 吉田重雄（吉田牧場負責人）
- 11月30日 - 野平好男（前練馬師）[50]